# Spedalskhed
Spedalskhed, også kaldt lepra (det videnskabelige navn), er en infektionssygdom forårsaget af lepra-bacillen mycobacterium leprae. Sygdommen har været kendt længe, men bakterien blev første gang beskrevet i 1873 af den norske læge Gerhard Henrik Armauer Hansen, og dette var første gang en mikroorganisme blev identificeret som årsag til en kronisk sygdom, og anden gang for en sygdom i det hele taget. Infektionen kan behandles, men følgetilstandene er kroniske. Man har to hovedformer for sygdommen, tuberkuloid form, også kaldt glat spedalskhed, og lepromatøs form, som også er kaldt knudet spedalskhed.

## Etymologi
Ordet spedalskhed kom i brug ved middelalderens slutning og stammer fra norrønt spilltr, en sammentrækning af de tre sidste stavelser i det latinske udtryk morbus hospitalis (sygdommen, der fik folk på hospitalet). På Vestlandet i Norge holdt udtrykket sig helt frem til 1900-tallet i form af ordene spilt og spiltsjuk.  Fra ældre dansk kendes formerne spitalsk, spidalsk, spedelsk. 

## Historie
Gilbertus Anglicus (1180–1250) var den første, der fandt ud af, at kopper og spedalskhed er smitsomme sygdomme i sit værk Compendium Medicinae.
Et 4.000 år gammelt skelet fra Indien er det ældste bevis for sygdommen. Verdens første medicinske håndbog, papyrus Ebers fra omkring 1550 f.Kr., omtaler den ondartede hudsygdom ukhedu (det koptiske navn for spedalskhed er tseht); men denne er ikke sikkert identificeret som spedalskhed. Man har undret sig over, at der er fundet meget få mumier med tegn til sygdommen, eftersom Lucretius (99-55 f.Kr.) påstod, at elephas (= spedalskhed) kom fra Egypten. Imidlertid er det tænkeligt, at spedalske egyptere døde på isolerede steder og slet ikke blev mumificerede.  Papyrus Ebers anbefaler et opkog af løg, havsalt og urin mod hudpletterne, som sygdommen ukhedu frembragte; og folk på Vestlandet anvendte så sent som i 1800-tallet urin som et middel mod spedalskhed.
Hippokrates kaldte sygdommen "den fønikiske syge", mens Galen kaldte den elephantiasis, idet mange af de syge udvikler en pergamentagtig hud, der minder om elefantens. I Europa hørte man kun lidt om den, indtil Pompejus' hær bragte den med sig tilbage efter hans syriske krig i 61 f.Kr.; derefter er den beskrevet af Soranus, Areteus og andre af antikkens forfattere. 
Spedalskhed er omtalt i den indiske veda-digtning, samlet ca. for 3500 år siden. Indiske læger forklarede sygdommen med, at parasitter invaderede patienter med svækket modstandskraft fra et slet kosthold eller en usund livsførelse, således at spedalskhed efter deres mening kunne udløses af kolde bade på varme dage, fysiske anstrengelser som sex, eller af at holde brækninger tilbage. Inderne forklarede også sygdommen som gudernes straf for grove forbrydelser, mens grækerne tænkte sig patienten som et spejlbillede af sin sygdom. Adjektivet herculisk beskrev en lidelse, der helt ødelagde sine ofre. Leontiasis henviste til knuderne i panden, der fik patienten til at minde om en løve. Saturiasis henviste til idéen om, at spedalske har en hæmningsløs kønsdrift, så de både af udseende og adfærd ligner satyrer. "Bagefter lægger der sig skum på læberne, ligesom hos geder," påstod lægen Areteus af Kappadokien. Både inderne og senere grækerne advarede mod at spise fisk. De tænkte sig, at tran og fiskefedt blandede sig i blodet hos den spisende og ødelagde det. Tidligt i 1900-tallet diskuterede læger stadigvæk, om fiskespisning var af betydning for udvikling af spedalskhed. 
I 3. Mosebog kap. 13, er der udførlige beskrivelser af, hvordan præsten skal forholde sig til patienter med hudsygdom. Bibelen beskriver sygdommens kendetegn, men ikke dens årsager. Behandlingen bestod i at isolere den syge, der blev defineret som "uren" - et begreb, der gennemsyrer Mosebøgerne, hvor alt rent er efter Guds vilje, mens det urene rammes af Hans vrede.
Særlig udbredt i Europa var den efter korstogene, og i middelalderen blev der oprettet en række hospitaler, leprosarier, for spedalske. Det var i næsten alle tilfælde Den katolske kirke, som drev sygehusene, og mange munke og nonner følte et specielt kald til at hjælpe de spedalske, til trods for at de udsatte sig selv for stor smittefare. Finansieringen kom i mange tilfælde fra en lokal adelsmand. Dette fortsatte også efter middelalderen; de katolske missionærer var gerne de første og mange steder de eneste, som oprettede leprosarier. Fra England kendes 300; i Frankrig var der i 1226 mere end 2.000. I Norge åbnede det første leprosarium, St. Katharina i Bergen, i slutningen af 1200-tallet. 
I 1225 var der op mod 19.000 leprosarier i Europa. Love blev indført for at begrænse de spedalskes bevægelsesfrihed, og de, som kunne gå rundt og tigge, skulle varsle, hvor de var, med bjælder. I middelalderen var den normale kristne opfattelse, at selv om de spedalske var forbandede af mennesker, så var de elsket af Gud. Flere ordener blev stiftet i det hellige land i 1100-tallet; den mest forunderlige var måske Lazarus-ordenen, som fortrinsvis tog spedalske op. Først og fremmest var den en orden, som drev leprosarierne, men i tilfælde af krig drog de spedalske riddere i kamp på lige fod med riddere fra andre ordener.
Mest udbredt var sygdommen i Europa i 1200-tallet, i 1500- og 1600-tallet mindskedes antallet af syge, og i 1700-tallet havde sygdommen mindre betydning i Europa. Dette hænger sandsynligvis sammen med, at de syge blev isoleret, og at de var særligt udsatte for andre smitsomme sygdomme. Straks spedalskhed blev opdaget hos en person i 1200-tallet, blev en "messe" afholdt af præsten ved den syges bolig, før menigheden fulgte vedkommende til det nye tilholdssted. Messen indeholdt formaninger som "Jeg forbyder dig nogensinde at gå ind i en kirke, et kloster, et marked, en mølle, en torvplads eller en folkeforsamling...Jeg forbyder dig at vaske dine hænder eller vaske tøj eller drikke fra nogen bæk eller springvand, medmindre du anvender dit eget krus eller øse." 
I middelalderen var megen overtro forbundet med en række sygdomme. Nogen mente, at djævelen havde forårsaget pesten, og at jøder og spedalske var djævelens medhjælpere. Drab på jøder og spedalske forekom flere steder i Europa. Betegnelsen spedalsk inkluderede sandsynligvis en række ikke-smitsomme hudsygdomme som eksem og psoriasis, og andre smitsomme sygdomme som kopper og sekundær syfilis. Det er vigtigt at vide i forhold til historiske tekster og omtale, da det, der i dag er spedalskhed, er en infektion med mycobacterium leprae, ikke nødvendigvis var den samme som den bibelske spedalskhed.
Spedalske bliver stadig stigmatiseret, og der findes selv i moderne tid leprosarier i enkelte områder. Særlig er Moder Teresa og hendes "Næstekærlighedens søstre" forbundet med arbejdet for spedalske i Indien. Blandt kendte personer, der har arbejdet for spedalske, er Damian de Veuster, som drev et sygehus på Molokai og selv døde af sygdommen i 1889.
Fra 1903 til 1957 blev den græske ø Spinalonga nordøst for Kreta benyttet som koloni for spedalske. I løbet af 54 år blev 730 syge mennesker fragtet dertil i både. På Spinalonga skabte de spedalske deres eget samfund med kirker, skole, cafeer, butikker sygehus og kirkegård.
I dag har WHO programmer til bekæmpelse af spedalskhed og gratis uddeling af medicin i de endemiske områder.

## Udbredelse
i 1990'erne var forekomsten af spedalske som til enhver tid er i aktiv behandling på verdensbasis reduceret fra 10–12 millioner registrerede til 600.000 i 2000 og yderligere reduceret til 460.000 ifølge de sidste tal fra WHO. Dette skyldes en mere effektiv kombinationsterapi og kortere terapivarighed.
Spedalskhed er vidt forekommende i tropiske og varmt tempererede lande, og 1,3 milliarder mennesker lever i regioner med aktiv overførelse af mycobacterium leprae. I 2000 var der 15 lande, som kunne kaldes endemiske, dvs. med en forekomst på over 1/10.000. Indien har 64 % af alle registrerede tilfælde. Under Indien ligger: Brasilien, Burma, Madagaskar, Nepal og Mozambique. De nævnte lande udgør 83 % af registrerede tilfælde. Uddeling af gratis medicin og aktiv smitteværnpolitik blandt andet i Brasilien er med til at ændre dette billede.

## Smitteveje
Smitte sker sandsynligvis ved langvarig tæt hudkontakt med steder, hvor huden er beskadiget, eller med dråber fra smittede personers næseslimhinde. Af mange fagfolk betragtes spedalskhed dog som den mindst smitsomme infektionssygdom, der findes. Bakterien er påvist hos bæltedyr og primater, men smitten overføres sjældent fra dyr til mennesker.

## Klinisk præsentation
Lepromatøs spedalskhed er, når immunforsvaret ikke har et specifik cellulært respons mod mycobacterium leprae, og dette medfører, at bakterien formerer sig ukontrolleret i hud og nerver. Det er en systemisk sygdom, hvor bakterierne spredes med blodet i kroppen. Bakterien, som vokser i vævene, fører gradvist til vævsskade i de involverede organer. I næsen ødelægges brusken, så næsen kan falde sammen. Struben kan falde sammen og give hæshed og vejrtrækningsproblemer. Betændelse i fingre og tæer sammen med traumer og betændelse i benene fører til, at fingre og tæer svinder hen og falder af.

## Diagnostik
Påvisning af en karakteristisk flække i huden med sansetab.
Fortykkelse af nerver.
Påvisning af syrefaste stavbakterier i huden.
- Hudlæsioner i fjerde finger.
- Velafgrænsede læsioner i hud på låret.
- Ziehl-Neelsen farvet præparat af Mycobacterium leprae

## Behandling
Moderne behandling består af langvarig kombinationsbehandling med følgende medikamenter:
- Dapson
- Rifampicin
- Clofazimin